# Държавно устройство на Гамбия
Гамбия е президентска република.

## Законодателна власт
Законодателен орган в Гамбия е еднокамарен парламент, съставен от 53 народни представители, избрани за срок от 5 години.